# Hypodontie
Hypodontie is het congenitaal (aangeboren) ontbreken van tanden. Mensen met hypodontie hebben niet de gebruikelijke 32 tanden maar minder.
In de literatuur is er geen duidelijk verschil tussen de term hypodontie en oligodontie. Dikwijls wordt er aanvaard dat men onder hypodontie classificeert wanneer er minder dan zes blijvende gebitselementen, exclusief de derde molaren, ontbreken. Oligodontie is het congenitaal ontbreken van zes of meer blijvende gebitselementen, exclusief de derde molaren. Een extreme vorm en gelukkig zeer zeldzame vorm van hypodontie is anodontie. Dit is wanneer er geen enkele definitieve tand is aangelegd.
Hypodontie zou bij 2% tot 11% van de bevolking voorkomen en meer bij vrouwen dan bij mannen.
De meest voorkomende vorm van hypodont is wanneer de verstandskiezen ontbreken, daarna ontbreken de 
laterale bovensnijtanden het meest en dan zijn het de tweede onderpremolaren.
Er zijn theorieën die beweren dat het menselijk ras een evolutie doormaakt die zou resulteren in een gebit met minder tanden.
Andere theorieën beweren dat het niet tot ontwikkeling komen van tandkiemen een resultaat kan zijn van onder andere slechte voeding, endocriene stoornissen gedurende de zwangerschap of de kindertijd, rubella, syfilis, rachitis, radiatie, etc.
De behandeling hangt af van de ernst van de hypodontie en de plaats in het gebit: In eerste instantie zal men zo lang mogelijk proberen de melktanden te behouden en een behandelingsplan opstellen voor de toekomst. Bij het ontbreken van 1 of 2 tanden kan afhankelijk van de stand van de tanden het orthodontisch sluiten van het diasteem een oplossing zijn. Indien dit niet mogelijk is, is een implantaatbehandeling dikwijls ook een optie.